# 南锡美术博物馆

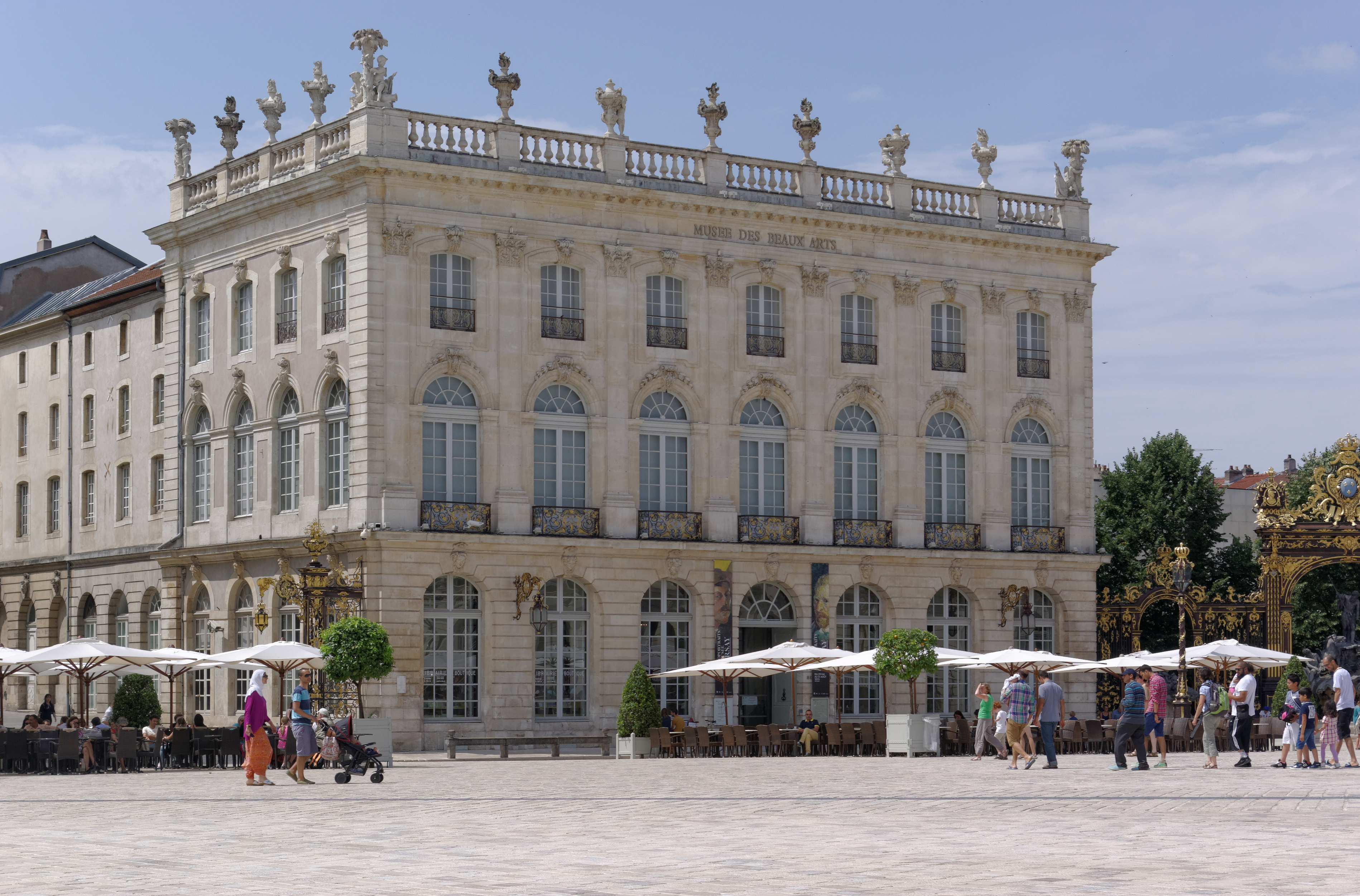
南锡美术博物馆

南锡美术博物馆（法語：Musée des Beaux-Arts de Nancy）是法国最古老的博物馆之一，成立于1793年。它设于斯坦尼斯拉斯广场上的四座大型展馆之一，该建筑由波兰国王、洛林公爵斯坦尼斯瓦夫一世兴建于1755年。
馆内展出下列画家的作品：佩鲁吉诺，丁托列托，小杨·布鲁格，卡拉瓦乔，乔治·德·拉·图尔，夏尔·勒·布朗，朱塞佩·德·里贝拉，鲁本斯，克罗德·洛林，卢卡·焦尔达诺，弗朗索瓦·布歇，德拉克洛瓦，爱德华·马奈，莫奈，保罗·希涅克，阿梅代奥·莫迪利亚尼，毕加索，劳尔·杜飞... 
博物馆开放的时间为每天上午10时至下午6时（除了星期二），1月1日，5月1日，7月14日，11月1日和12月25日关闭。残疾人士方便参观。

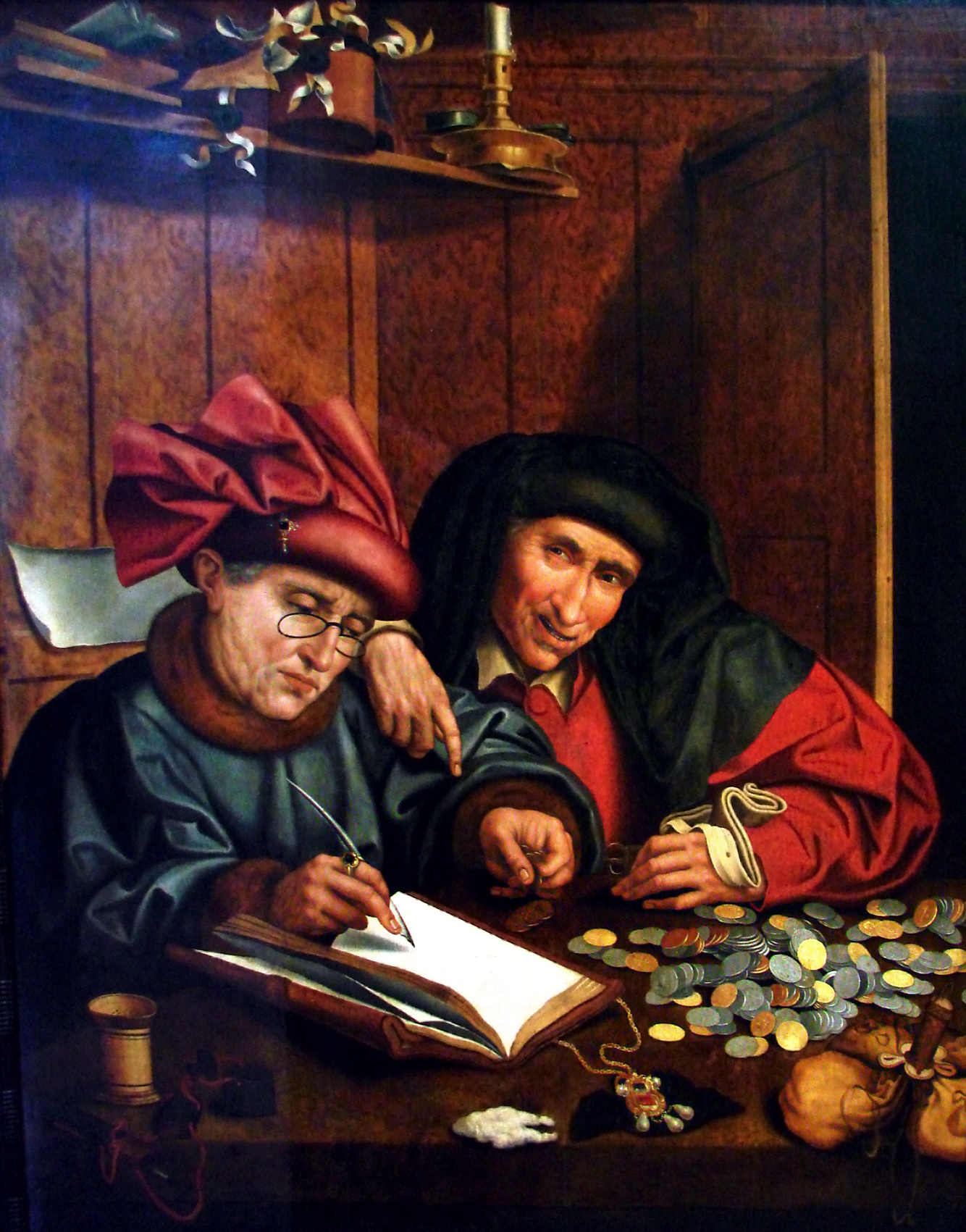
Les compteurs d'argent (vers 1575-1600)
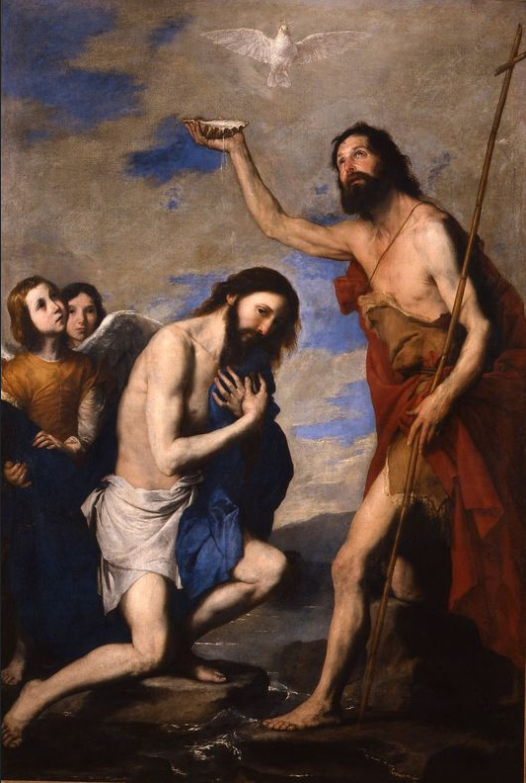
朱塞佩·德·里贝拉 (1591-1652)
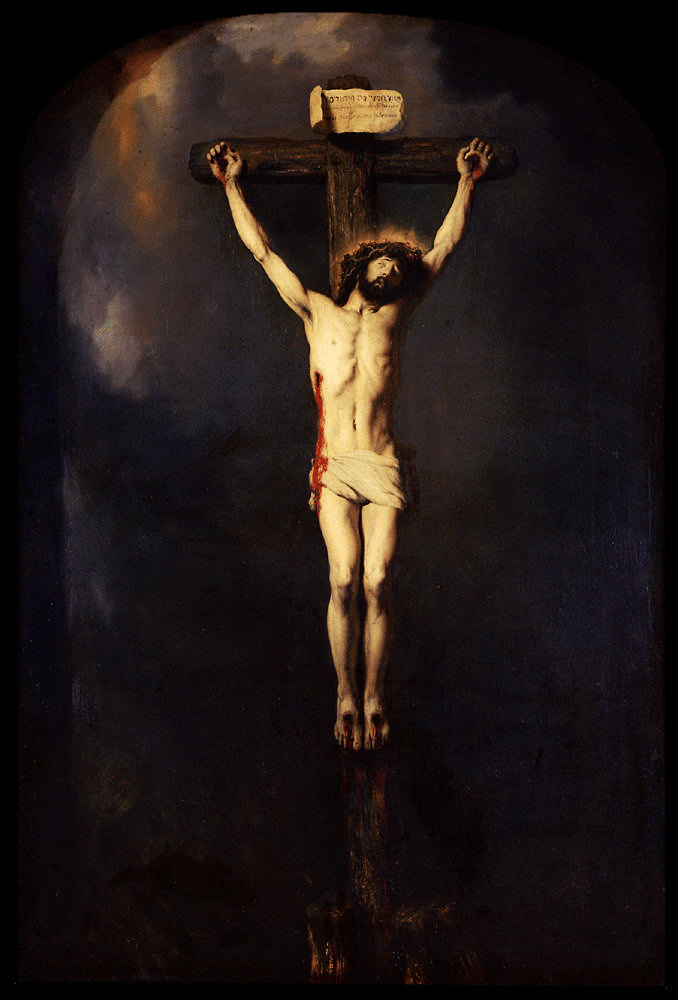
扬·利文斯 (1607-1674)
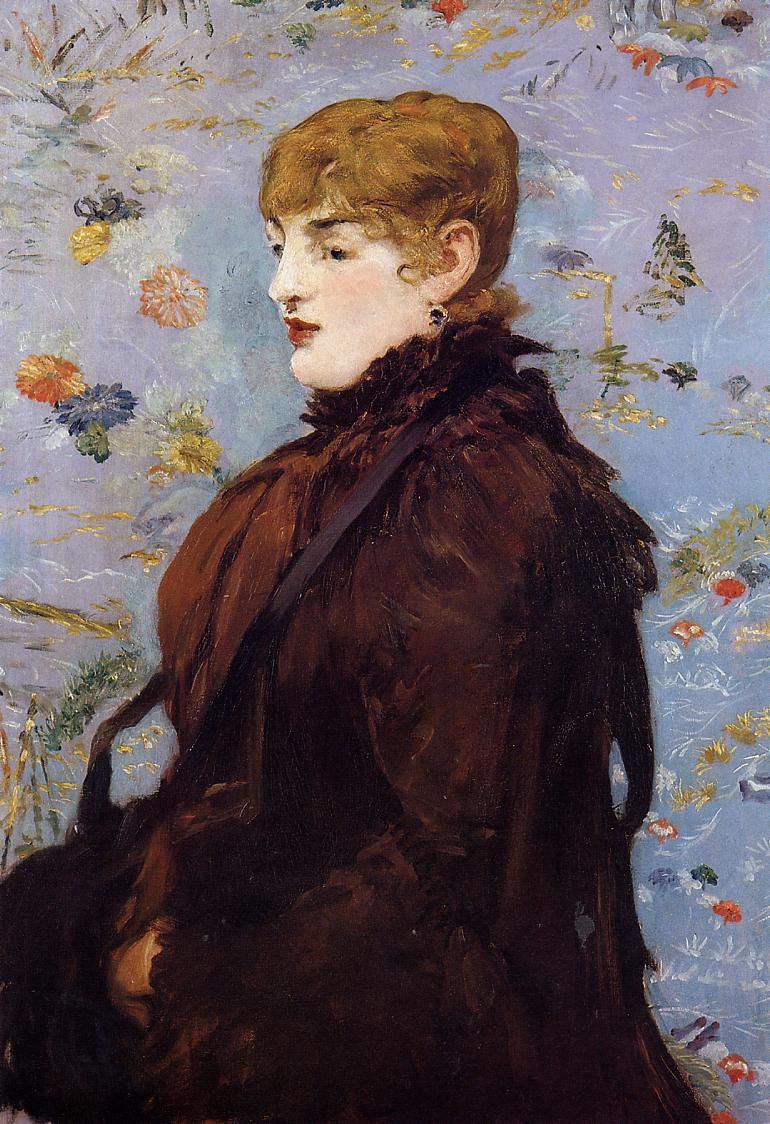
爱德华·马奈 (1832-1883)
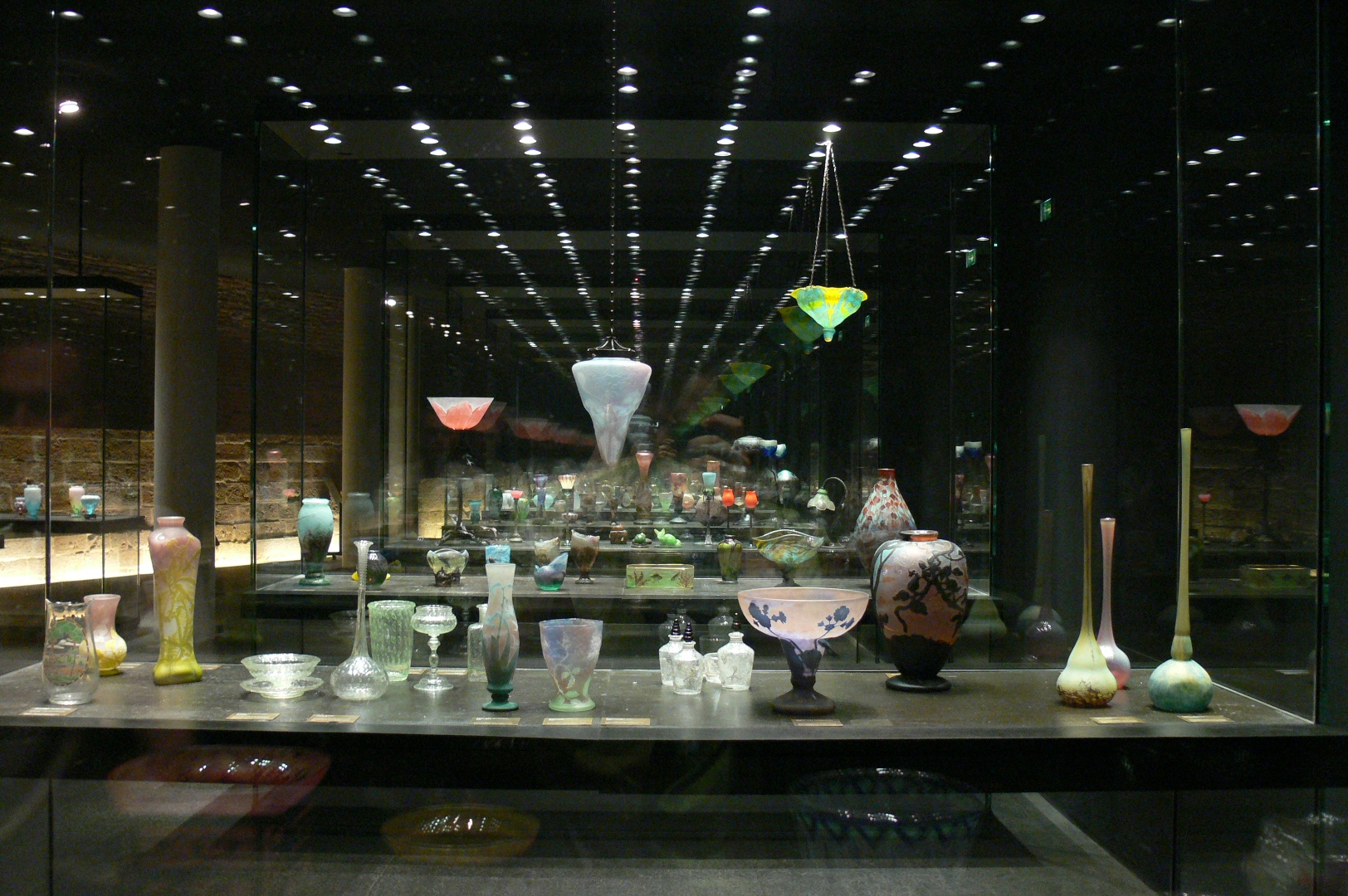
Daum 玻璃制品
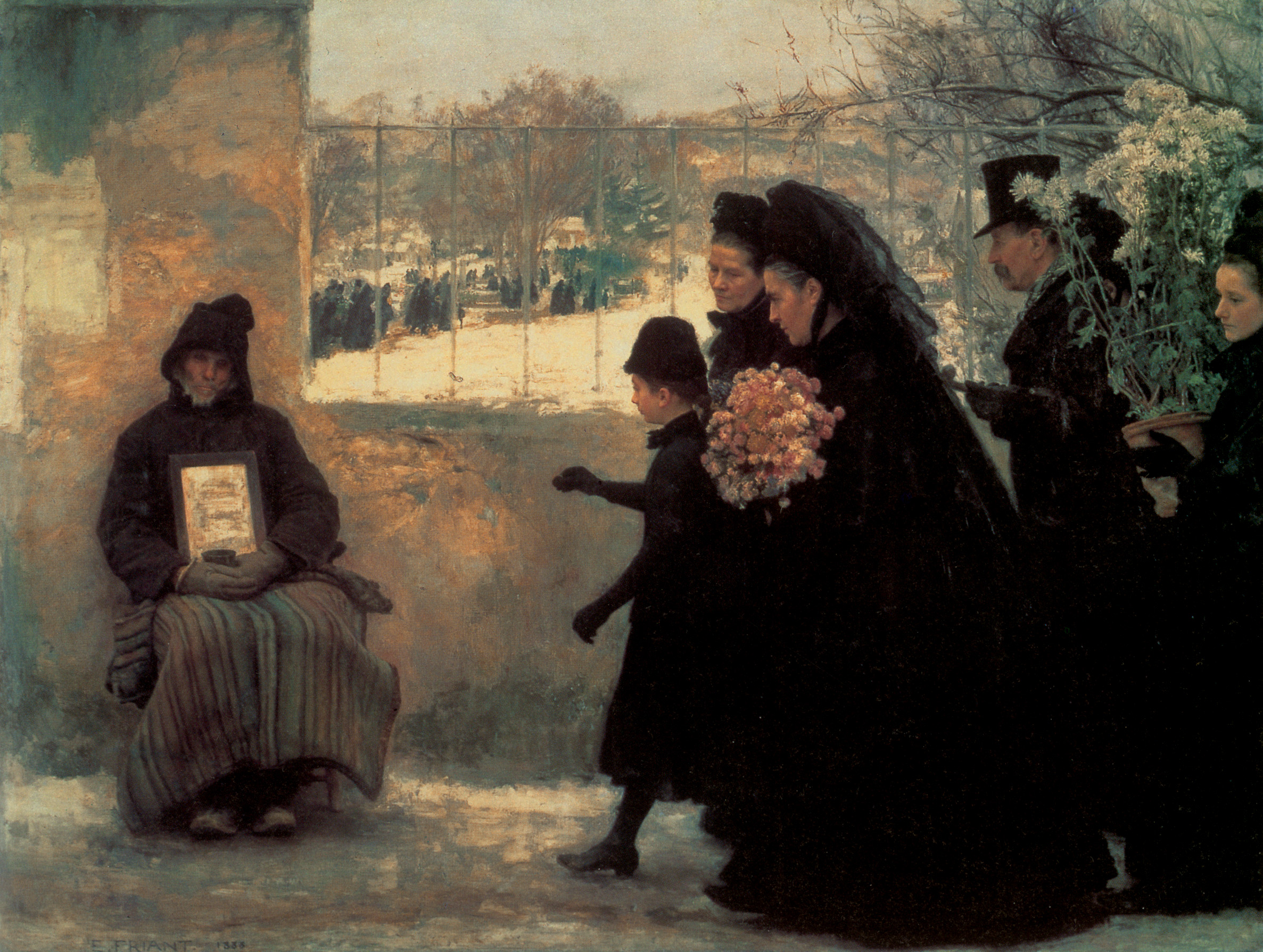
埃米尔·弗里安特 (1863-1932)
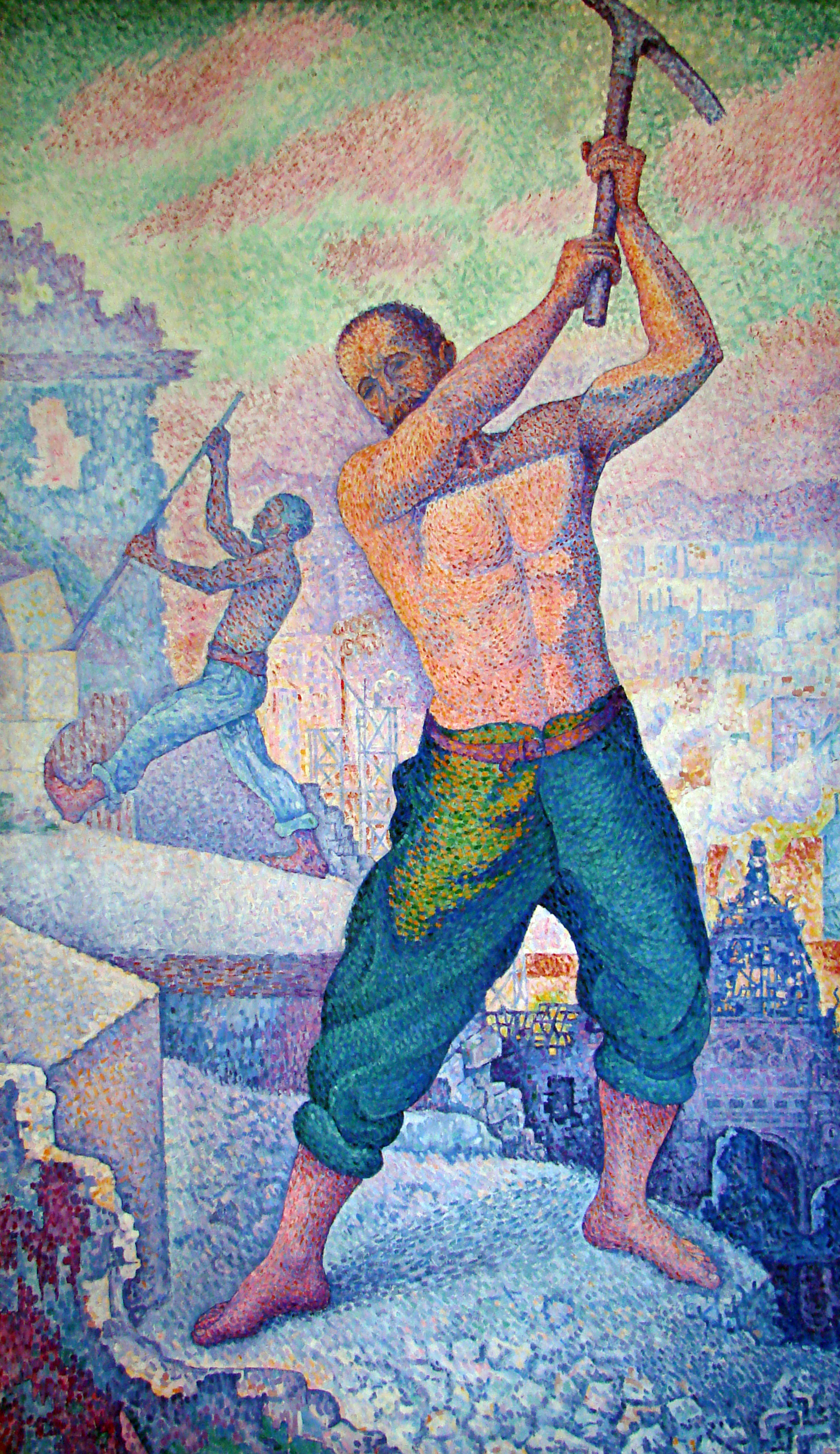
保罗·希涅克(1863-1935)
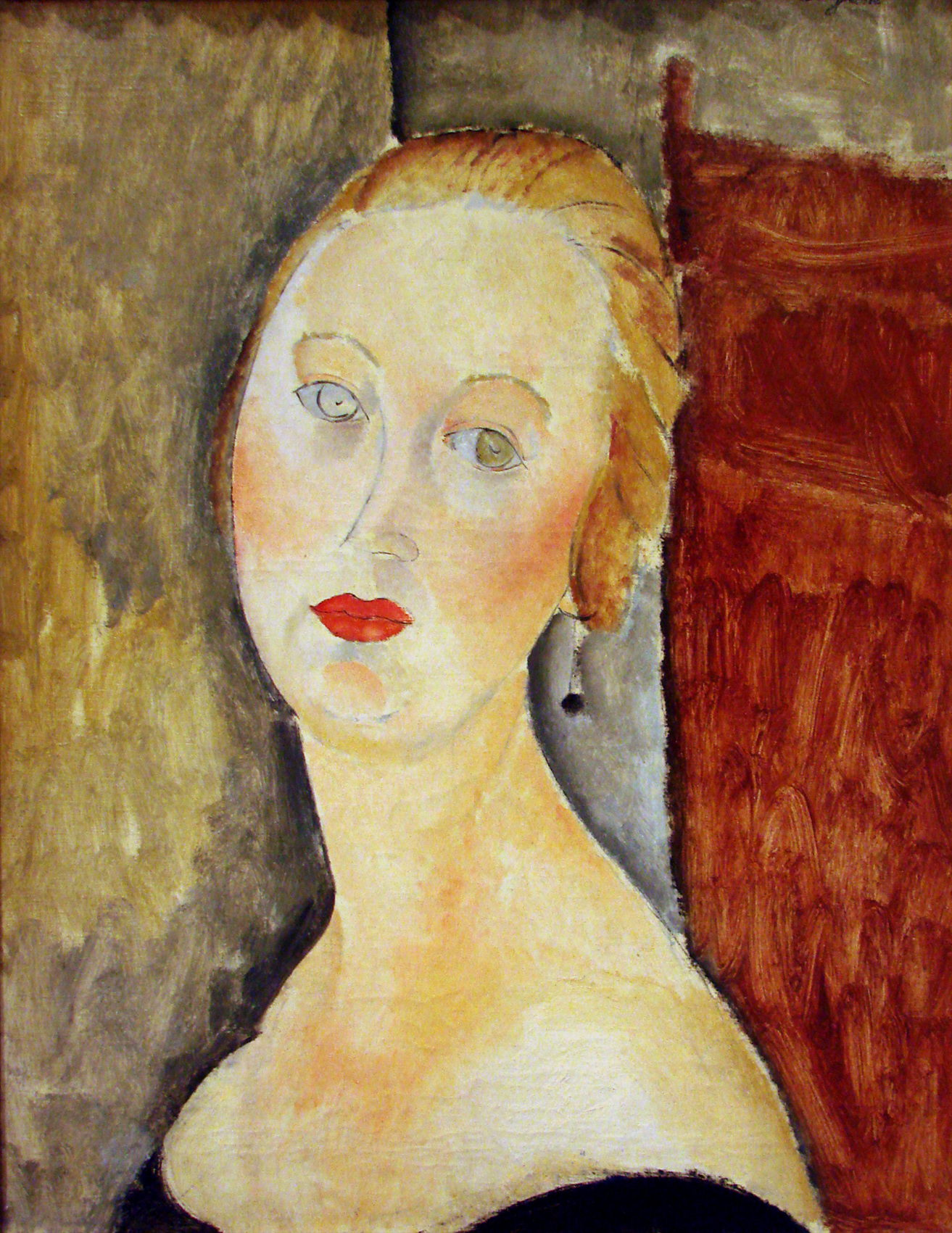
阿梅代奥·莫迪利亚尼 (1884-1920)